# 普里別列日涅 (奧拉季夫區)
49°10′26″N 29°29′49″E / 49.17389°N 29.49694°E
普里別列日涅（烏克蘭語：Прибережне）是位於烏克蘭西南部文尼察州裏文尼察區的村莊，始建於1964年，面積0.73平方公里，海拔高度221米，2001年人口242，人口密度每平方公里331.05人。